# Kingdom Hearts Melody of Memory
Kingdom Hearts Melody of Memory (キングダム ハーツ メロディ オブ メモリー?, Kingudamu Hātsu Merodi obu Memorī) è un rhythm game del 2020 sviluppato da Square Enix e Indies Zero e pubblicato da Square Enix per PlayStation 4, Xbox One e Nintendo Switch. È il quattordicesimo capitolo della serie di Kingdom Hearts, che racconta gli eventi della serie fino a quel momento, e si svolge subito dopo Kingdom Hearts III e la sua espansione Re Mind.

## Trama
Dopo che Sora si è sacrificato per salvare Kairi sparendo senza tracce, i suoi amici hanno iniziato la sua ricerca: tra i vari tentativi per provare a rintracciarlo, Kairi ha deciso di intraprendere un viaggio nei propri sogni poiché sicura che il proprio cuore possa indicare loro la via; così si addormenta monitorata da Ansem il Saggio, Even e Ienzo, creando un mondo onirico attraverso i suoi ricordi di Sora. Alla fine del suo sogno, Kairi arriva al Mondo finale, dove incontra un'illusione del maestro Xehanort: la ragazza lo attacca ma viene facilmente messa alle strette; tuttavia Kairi si trasforma in Sora, arrivato in soccorso dell'amica e prende il posto di Kairi nel duello, avendo la meglio. Sora si ritrasforma in Kairi e l'illusione, prima di scomparire, si trasforma in Xehanort, l'allievo di Ansem, e le rammenta i suoi ricordi perduti di quando la prese e la spedì nello spazio nel disperato tentativo di salvare il Giardino radioso, e di come le citò un mondo che non facesse parte né della Luce e né dell'Oscurità, ma che fosse situato "dall'altra parte".
Kairi si risveglia e riferisce quanto appreso ad Ansem, Even e Ienzo, arrivando alla conclusione che Xehanort faccia riferimento a un mondo irreale, oltre la loro realtà, "immaginario". In quel momento sopraggiungono anche Riku e la Fata madrina, che rivela come i sogni di Riku ed i ricordi di Kairi siano solo due delle tre chiavi che servono per mettersi sulle tracce di Sora, e accompagna quindi i due nel Mondo finale per trovare l'ultima chiave: questa si scopre essere il cuore di una ragazza incontrato in precedenza da Sora quando questi usò il potere del risveglio per salvare i suoi compagni, e che lei provenga da quella dimensione immaginaria. La ragazza riconosce la città descritta da Riku come Quadratum e mediante lei, Riku riesce ad aprire un portale per l'altra realtà ed iniziare l'avanscoperta; Kairi invece torna alla Torre misteriosa.
Alla Torre misteriosa, Kairi riferisce l'accaduto a Yen Sid e Topolino, il quale vorrebbe partire a testa bassa per raggiungere Riku venendo però fatto desistere da Yen Sid: lo stregone infatti suggerisce come Xehanort pare conoscesse l'esistenza di questo "altro mondo" mediante i suoi studi sui maestri del Keyblade ed incarica Topolino di indagare in proposito partendo da Scala ad Caelum. Kairi invece decide di ultimare il suo addestramento da detentrice del Keyblade, ottenendo l'approvazione di Yen Sid di continuarlo sotto la tutela di Aqua.

## Modalità di gioco
Melody of Memory è un rhythm game in cui i giocatori devono avanzare accompagnati dalla colonna sonora della serie di Kingdom Hearts controllando un gruppo di tre personaggi, mediante i quali hanno lo scopo di arrivare a fine livello seguendo il tempo della musica, calibrando il momento in cui premere i tasti richiesti a schermo ed evitando che la salute dei personaggi (indicata a schermo da una barra verde) venga ridotta, che risulterebbe in una sconfitta qualora dovesse scendere a zero: un successo porterà ad ottenere punteggio anche in base alla precisione con cui si è effettuato l'input, mentre un fallimento inciderà sulla salute dei personaggi. I gruppi che possono essere controllati sono: il trio "classico" composto da Sora, Paperino e Pippo; il trio "Days" composto da Roxas, Axel e Xion; il trio "BBS" composto da Terra, Ventus e Aqua; ed il trio "3D", composto da Riku e due Divorasogni - inizialmente solo il trio classico può essere usato liberamente nelle varie modalità di gioco ma, una volta sbloccati, anche gli altri possono essere scelti per rigiocare un livello; ai membri del gruppo possono inoltre sostituirsi vari personaggi legati ai mondi visitati nei livelli e, se raccolto, è possibile mediante un consumabile evocare re Topolino come quarto membro, dando bonus e potenziamenti al giocatore.
Il gioco possiede una campagna giocatore singolo ed una modalità multigiocatore. La prima a sua volta contiene diverse modalità di gioco di cui la principale, legata alla storia, consiste nel ripercorrere i molti momenti importanti nelle diverse ambientazioni della serie per sbloccare nuove canzoni e quindi i livelli successivi man mano che si completano le varie sfide; ogni livello ha tre livelli di difficoltà e tre modi per essere giocato in base alla complessità delle sequenze di comandi che il giocatore vuole affrontare. Completare le missioni di ogni livello sblocca premi, nuove canzoni ed oggetti. La selezione dei livelli inoltre riprende il viaggio tra i mondi sulla Gummiship della serie. La modalità multigiocatore invece si divide in una cooperativa ed in una modalità sfida, entrambe per due giocatori: la cooperativa vede due giocatori in locale controllare Sora e Riku e collaborare per ottenere il punteggio più alto; la modalità sfida, che può essere fatta contro un altro giocatore (online o, esclusivamente su Switch, in locale) o contro la CPU, consiste in una partita al meglio di tre. La modalità sfida inserisce nel gameplay i "trucchetti": azioni che servono ad ostacolare l'avversario. La versione per Switch inoltre ha la modalità battle royale, in cui fino ad otto giocatori si possono sfidare in contemporanea in locale.

## Promozione
Alcuni indizi sul gioco successivo a Kingdom Hearts III arrivarono nel gennaio 2020 dal creatore della serie Tetsuya Nomura tramite un tweet della pagina giapponese ufficiale della serie in cui venne pubblicata una breve intervista riguardo Re Mind ed i progetti successivi ad esso, in cui si anticipava un futuro annuncio da parte del team di Union χ.
Kingdom Hearts Melody of Memory è stato presentato pubblicamente da Square Enix il 16 giugno 2020, tramite un video promozionale che annunciava i progetti futuri relativi alla serie Kingdom Hearts previsti per l'anno 2020 mentre il successivo 27 agosto, con un nuovo trailer dedicato al titolo, venne poi resa nota la data d'uscita internazionale del gioco. Successivamente venne anche annunciata una demo gratuita del gioco, pubblicata nei negozi digitali di PlayStation 4, Xbox One e Nintendo Switch il 15 ottobre 2020, circa un mese prima dall'uscita del gioco.

## Distribuzione
La pubblicazione di Kingdom Hearts Melody of Memory è avvenuta l'11 novembre 2020 in Giappone e il 13 novembre seguente nel resto del mondo.

## Accoglienza

### Recensioni
| Testata                         | Versione | Giudizio |
| ------------------------------- | -------- | -------- |
| Metacritic (media al 16-4-2021) | NS       | 80/100   |
| Metacritic (media al 16-4-2021) | PS4      | 74/100   |
| Metacritic (media al 16-4-2021) | XONE     | 75/100   |
| Destructoid                     | -        | 7/10     |
| Famitsū                         | -        | 35/40    |
| Game Informer                   | -        | 8,0/10   |
| IGN                             | -        | 7,0/10   |

IGN ha definito il gioco "delizioso", citando il fatto che i giochi fanno affidamento sulla nostalgia e sul divertimento che i fan del franchise avrebbero provato. Game Informer è rimasto impressionato dall'ampia gamma della raccolta musicale dei giochi e dalle battaglie contro i boss dei giochi, anche se il loro numero ridotto sia stato definito una "grande delusione". Famitsū ha sottolineato che, nonostante si trattasse di un gioco ritmico, la varietà di metodi di attacco faceva sembrare che il giocatore fosse effettivamente impegnato in un combattimento. Destructoid ha definito gli elementi della storia "superflui" ed è stato confuso dalla disponibilità di oggetti potenti per completare i livelli. Polygon ha definito i filmati narrativi dei giochi "poco brillanti", "incomprensibili" e "ridicoli".

### Vendite
La versione per Nintendo Switch ha venduto 22 813 copie fisiche nella sua prima settimana in vendita in Giappone, diventando così il nono gioco al dettaglio più venduto della settimana nel paese. La versione per PlayStation 4 è stato il tredicesimo gioco al dettaglio più venduto in Giappone nella stessa settimana, con 18 120 copie vendute.